# Mark Lammert

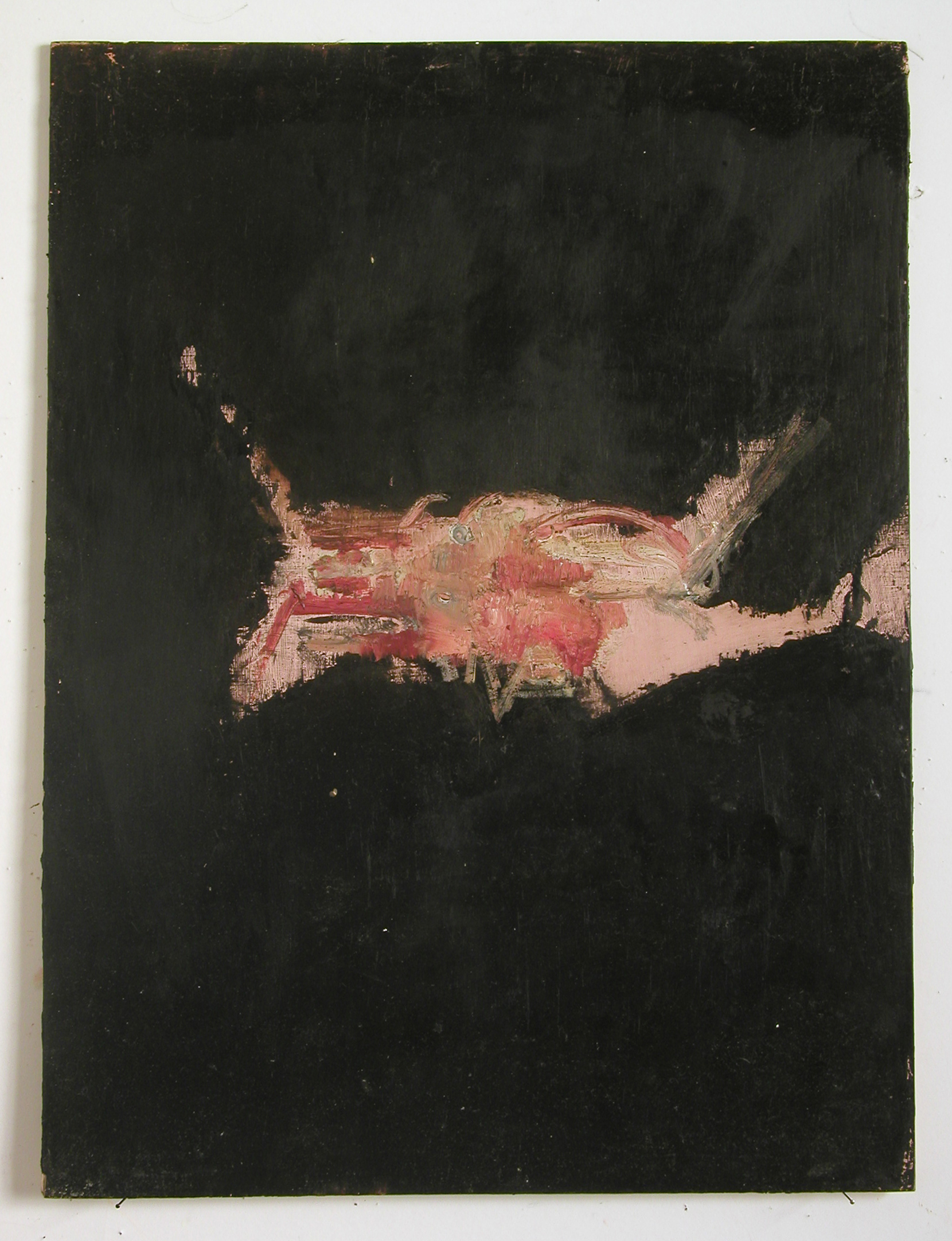
BLACK, 2004, huile sur bois

Mark Lammert (né le 30 septembre 1960 à Berlin) est un peintre, dessinateur, graphiste et scénographe allemand. Il vit et travaille à Berlin.

## Biographie
De 1979 à 1986, Mark Lammert étudie la peinture à la Hochschule der Künste Berlin, et de 1989 à 1992, il est « étudiant-maître » à l'Académie des arts de Berlin. En 1993, il crée son premier décor de théâtre pour la mise en scène de Heiner Müller «Duell-Traktor-Fatzer» au Berliner Ensemble. Les années suivantes, il obtient des bourses d’étude pour artistes-peintres  de la Senatsverwaltung für kulturelle Angelegenheiten de la ville de Berlin (1994) ainsi que de la Stiftung Kunstfonds e.V. de Bonn (1996), dont il était membre du Conseil d’administration depuis 1997. En 1997 suit un long séjour d’étude à Lisbonne. L’année suivante, en 1998, il reçoit le prix des arts graphiques de la Kunstmesse Dresde, et en 1999, l'Académie des arts de Berlin lui décerne le prix Käthe-Kollwitz. En 2000/2001, il est invité à Paris par l’Académie expérimentale des théâtres et en 2002, la Preußische Seehandlung lui attribue la bourse de peinture Eberhard-Roters. En 2003, il est artiste en résidence aux «Récollets» à Paris, et fait un séjour prolongé en France. Depuis 2011 Lammert est titulaire d'une chaire de peinture à l'université des arts de Berlin.

## Œuvre

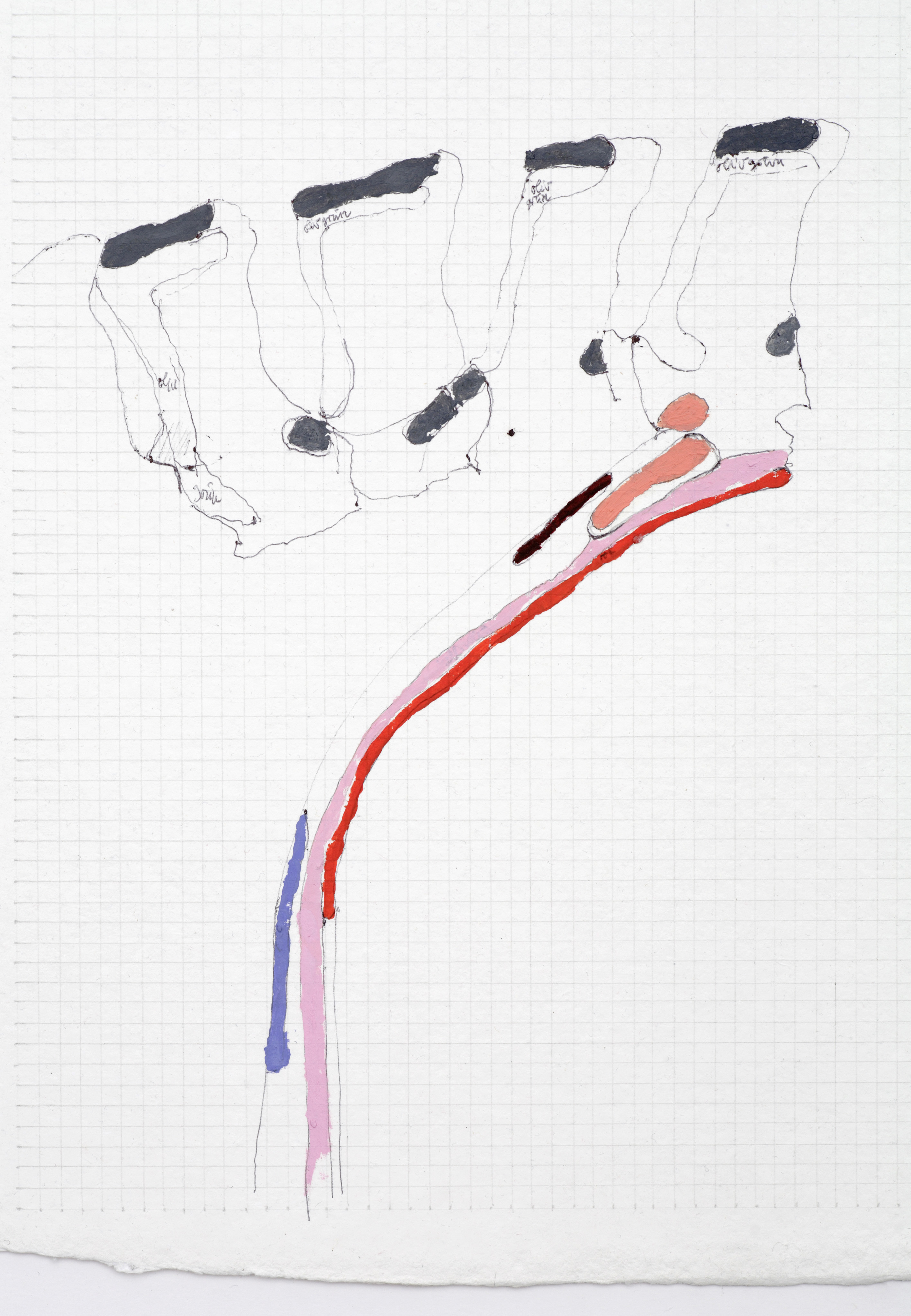
KNOCHEN, 2007, crayon sur papier

Le public le découvre assez tôt aussi bien à travers ses peintures que ses dessins, notamment lors de nombreuses expositions consacrées à l’art allemand (entre autres «Deutschlandbilder», Martin-Gropius-Bau, Berlin, 1997, et «Art of Two Germanys», Los Angeles County Museum of Art, 2009). Son travail se définit par un travail conceptionnel qui interroge les frontières du visuel. Cette approche concerne ses premiers portraits (Stephan Hermlin, 1987), souvent interprétés comme des protestations picturales contre l’absence de conscience historique de la société, et ses séries de peintures, dessins, d’œuvres graphiques: à commencer par les premiers «Portraits de groupes qui attendent» (1983-1988), en passant par les nus blancs et gelés et les tableaux de batailles, jusqu’à sa série graphique «Kinne» (1993) qui déconstruisent le cliché Heiner Müller. 
Dans sa série de tableaux de grand format «Allié» (1994-1995), -des cartes au dos desquelles il applique des nuances de rouge à la façon d’un palimpseste -, le principe consistant à réduire des fragments d’images humaines apparaît de plus en plus nettement. Il commence à expérimenter différents supports, à refaçonner des livres-cassettes et à quadriller de fines lignes sur des dessins exécutés sur papier gros grain. Depuis 1998, il s’est délibérément tourné vers les petits formats, qu’il dispose en série pour former de grands tableaux muraux. La réduction à des matériaux élémentaires permet de maintenir l’équilibre entre corps et squelette, matière et structure, ligne et couleur, mais également entre image et signe polyvalent. Le principe de réduction ne se cantonne pas aux éléments figuratifs évoquant le corps, mais s’étend aussi à la couleur des arrière-plans dont les taches de couleurs évoquent des blessures. «Armbrust» (1997-1999), «Hüllen» (1998-1999), «Brust-Korb» (1998-2000) et «Weiß» (2001-2003) sont réalisés sur fonds blancs et "Passion" (2001-2002) ainsi que «Schwarz» (2002-2004) sur fond de dégradés sombres. Progressivement, l’atmosphère chromatique se diversifie («Floaters», 2005-2009) tandis que la relation entre le fond et les éléments picturaux change, tendant à suivre une composition plus ornementale, comme dans ses travaux scripturaux.

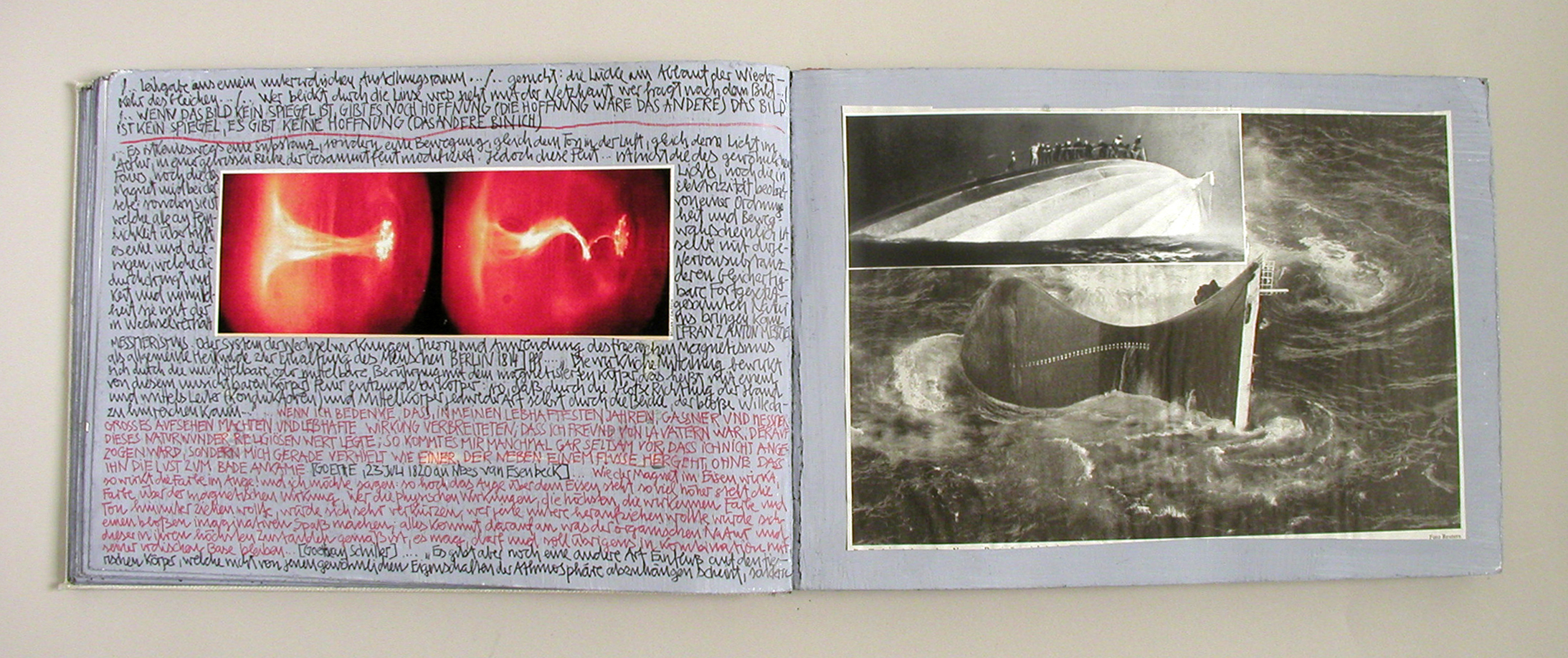
Page d’un journal de travail, 2005

Par ailleurs, son œuvre comprend un grand nombre de travaux d’impression graphique. Pour certaines de ces œuvres, le collage de fragments d’anciennes lithographies sert de base et d’inspiration à l’élaboration de ses propres images. Depuis les années 1980, Lammert conserve par ailleurs ses matériaux dans des livres d’étude. Ceux-ci forment ainsi un espace parallèle de création et, en tant que réflexion sur les médias, nous présentent le contexte politique de ses œuvres. On y trouve, outre des collages, photographies et dessins, qui dévoilent souvent les techniques de représentation de la violence, aussi des notes écrites et extraits de textes théoriques les plus divers. Le visuel se mêle au scriptural. Dans ses travaux intitulés «Risse» (2004), il utilise pour la première fois la technique de reproduction manuscrite pour créer des tableaux qui sont textes autant qu’images, et où la suppression partielle de blocs de texte permet de faire apparaître des formes et figures aléatoires. Progressivement, il fragmente aussi ses notes, et les cartographie, comme dans «Knochen» (2006/07): à des extraits de textes, il confronte des champs de couleur mobiles aux contours linéaires, –référence aux couleurs marquant les différentes étapes de croissance telles qu’elles apparaissent dans la collection zoologique du Musée Fragonard de Paris. Ses coopérations avec Heiner Müller depuis 1991 («Aus dem Totenhaus», 1990; «Blockade», 1991; «Totenzeichnungen», 1995) l’amènent à créer des espaces scéniques dans lesquels il transpose la matérialité de sa peinture dans l’espace. Les espaces simplement structurés par des pans de tissus de couleur à la verticale (Germania 3, 1996) ou par des murs rotatifs (Perser, 2006) deviennent des acteurs à part entière et ont été qualifiés de machines dramaturgiques.

## Travaux (sélection)

### Expositions individuelles

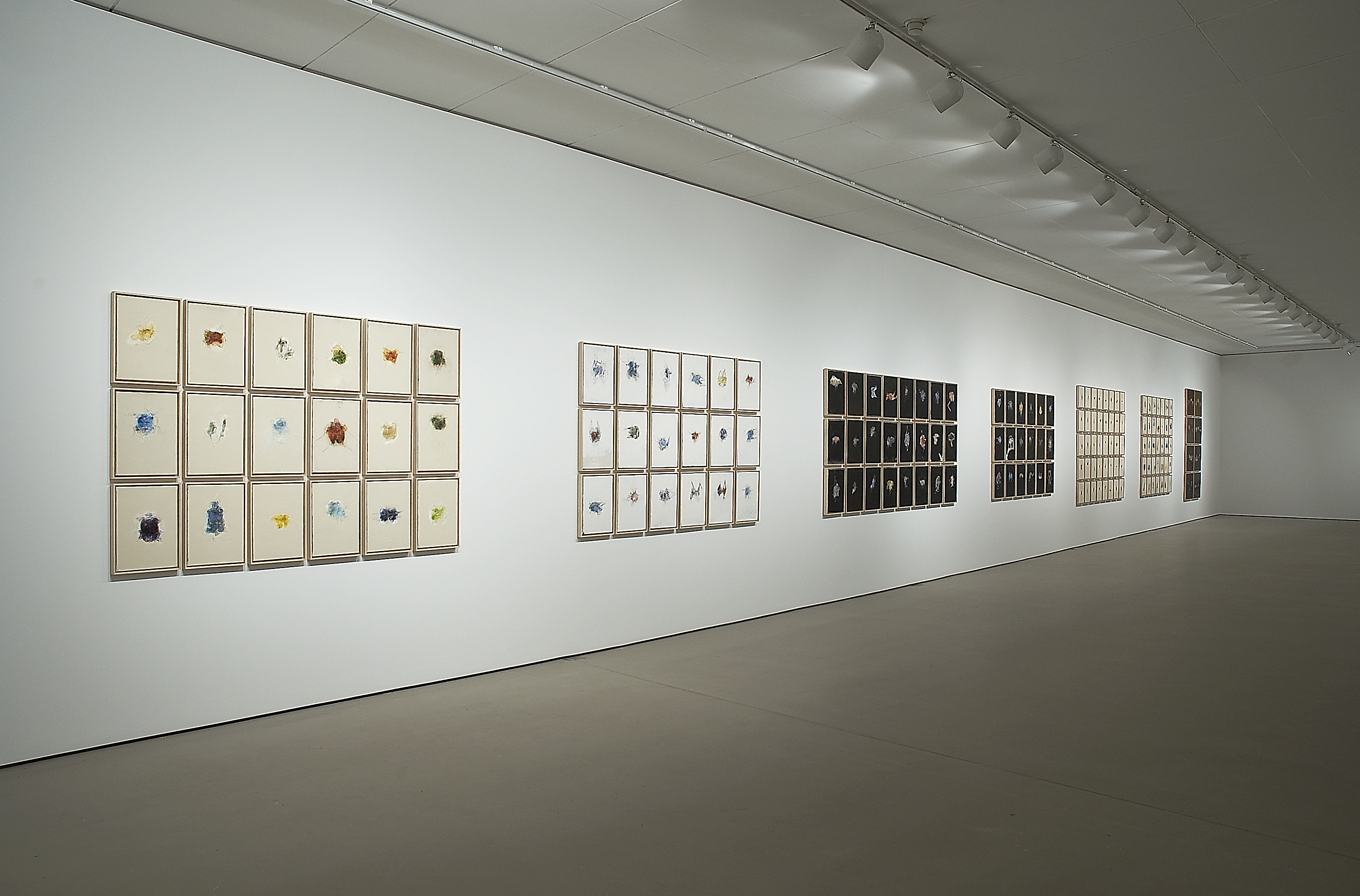
Exposition Centro Arte Moderna, Fondação Gulbenkian, Lisbonne 2005.

- 1991 et 1993, Galerie Rotunde, Altes Museum, Staatliche Museen zu Berlin, Berlin (catalogue) ;
- 1995 Kunsthalle Rostock (catalogue) ;
- 1996 Kunstmuseum Kloster Unser Lieben Frauen, Magdebourg (catalogue) ;
- 1998 galerie refugium, Berlin ;
- 1999 Käthe-Kollwitz-Preis, Académie des arts de Berlin Akademie der Künste, Berlin (catalogue);
- 2000 Kunstkabinett am Goetheplatz, Stadtmuseum Weimar ;
- 2001 „Arbeitsbücher und Serien“, Kunstsammlung Neubrandenburg ;
- 2002 Kunstraum, Les Subsistances, Lyon ;
- 2004 „Risse“, fruehsorge - Galerie für Zeichnung, Berlin ;
- 2005 “Fragment d’Espace”, Centro de Arte Moderna, Fundação Calouste Gulbenkian, Lisbonne (catalogue) ;
- 2006 “Ausgewählte Zeichnungen“, Berlinische Galerie, Landesmuseum für moderne Kunst, Fotografie und Architektur, Berlin (catalogue);
- 2007 „One Stepp beyond“ (avec Greg Stone), fruehsorge - Galerie für Zeichnung, Berlin ;
- 2010 „beauty is booty", fruehsorge – Galerie für Zeichnung, Berlin;
- 2010 „Malerei 1997-2010", Guardini Galerie, Berlin

### Expositions collectives

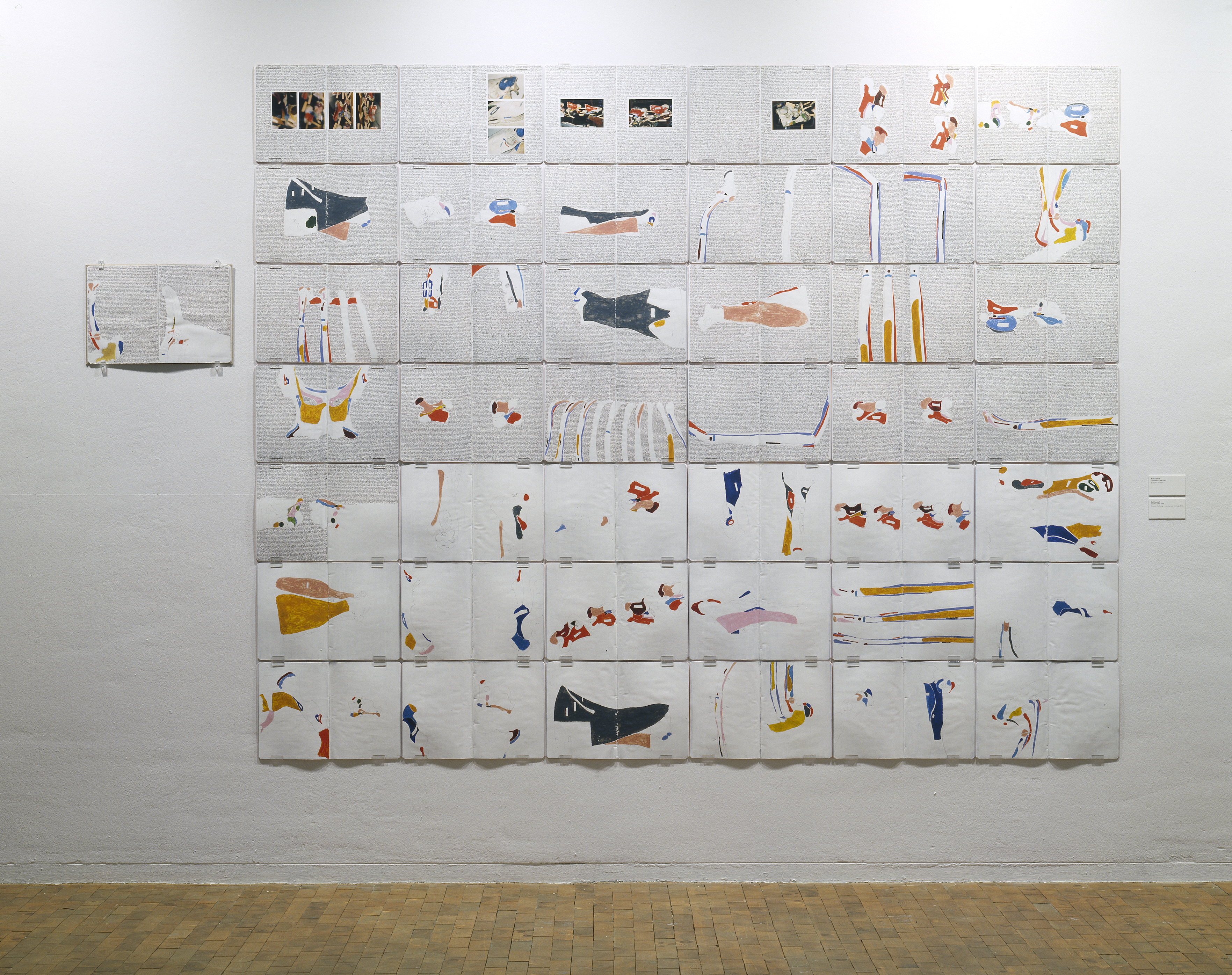
Exposition Notation, Berlin/Karlsruhe 2008/2009.

- 1989 „1. Quadrinale – Zeichnungen der DDR“, Museum der bildenden Künste, Leipzig ;
- 1991 „Vice Versa“, Frans Hals Museum, Haarlem ;
- 1992 „Turning Points – East German Art in Revolution“, Northern Gallery for Contemporary Art, Sunderland ;
- 1993 „Akademie 93“, Berlin ;
- 1995 „Scharfer Blick – Der Deutsche Künstlerbund in Bonn“, Kunst- und Ausstellungshalle der Bunesrepublik Deutschland, Bonn ;
- 1996 „Zeichnen“, Der Deutsche Künstlerbund, Germanisches Nationalmuseum, Nuremberg ;
- 1996 „Das szenische Auge“, Institut für Auslandsbeziehungen, Berlin, New-Dehli ;
- 1997 „respondem“, Exhibition Centre, Centro Cultural de Belém, Lisbonne ;
- 1997 „deutschlandbilder“, Martin-Gropius-Bau, Berlin ;
- 2000 „Kabinett der Zeichnung“, Kunstverein Düsseldorf ;
- 2002 „Wahnzimmer – Kunst und Kultur der achtziger Jahre in Deutschland“, Museum der Bildenden Künste, Leipzig, et Museum Folkwang, Essen ;
- 2003 „Warum!, Bilder diesseits und jenseits des Menschen“, Martin-Gropius-Bau, Berlin ;
- 2003 „Kunst in der DDR“, Neue Nationalgalerie, Berlin ;
- 2008/2009 „Notation. Kalkül und Form in den Künsten“, Akademie der Künste, Berlin, et ZKM, Carlsruhe ;
- 2009 „Art of Two Germanys“, County Museum of Art, Los Angeles ;
- 2009 „Zeigen", Temporäre Kunsthalle, Berlin ;
- 2010 „Je mehr ich zeichne/Zeichnung als Weltentwurf", Museum für Gegenwartskunst, Siegen ;
- 2012/2013 „Abschied von Ikarus", Neues Museum Weimar, Weimar

### Espaces scéniques
- 1993 pour Heiner Müller, Duel-Tracteur-Fatzer (Müller / Brecht), Berliner Ensemble, Berlin
- 1995 pour Heiner Müller, Germania 3 (Müller), Berliner Ensemble, Berlin
- 1995 pour Josef Szeiler, Philoctète (Müller), Berliner Ensemble, Berlin
- 1997 pour Jean Jourdheuil, Germania 3 (Müller), Lisbonne
- 2003 pour Jean Jourdheuil, La Finta giardiniera (Mozart), Staatsoper Stuttgart
- 2004 pour Jean Jourdheuil, Michel Foucault, choses dites, choses vues, Festival d’automne, Paris
- 2005 pour Jean Jourdheuil Idemeneo (Mozart), Staatsoper Stuttgart
- 2006 pour Dimiter Gotscheff, Les Perses (Eschyle / Müller), Deutsches Theater, Berlin
- 2007 pour Dimiter Gotscheff, Hamlet-machine (Müller), Deutsches Theater, Berlin
- 2009 pour Dimiter Gotscheff, Les Perses (Eschyle), Épidaure/Grèce
- 2009 pour Dimiter Gotscheff, Prométhée (Eschyle / Müller), Volksbühne, Berlin
- 2009 pour Volker Schlöndorff, Und das Licht scheint in der Finsternis (Tolstoï), Berlin / Moscou
- 2009 pour Jean Jourdheuil, Philoctète (Sophocle / Müller), Théâtre de la Ville, Paris
- 2009 pour Dimiter Gotscheff, Œdipe Tyran (Sophocle / Hölderlin / Müller), Thalia Theater, Hambourg
- 2010 pour Dimiter Gotscheff, La Chinoise (Godard), Volksbühne, Berlin
- 2011 pour Reinhild Hoffmann, Exercices du silence, Staatsoper, Berlin
- 2011 pour Dimiter Gotscheff, Médée-matériau (Müller), Deutsches Theater, Berlin

### Collections publiques
- Stiftung Preußischer Kulturbesitz, Kupferstichkabinett, Sammlung der Zeichnung, Berlin
- Berlinische Galerie, Landesmuseum für moderne Kunst, Fotografie und Architektur, Berlin
- Museum der Bildenden Künste, Leipzig
- Staatliches Lindenau Museum, Altenbourg
- Staatliche Kunstsammlung, Dresde
- Staatliches Museum, Schwerin
- Sammlung Ann und Werner Kramarsky, New York
- Kunstsammlung der Akademie der Künste, Berlin
- Sammlung Deutsche Bank, Frankfurt a.M.

## Prix (sélection)
- 1996 Wilhelm-Höpfner-Preis der Winckelmann-Gesellschaft, Stendal
- 1998 Grafik-Preis der Kunstmesse, Dresde
- 1999 Prix Käthe-Kollwitz de Akademie der Künste, Berlin
- 2002 Eberhard-Roters-Stipendium der Preußischen Seehandlung, Berlin
- 2003 Artiste en résidence, Centre international „Les Récollets“, Paris